# Rolf Kuhnert
Rolf Kuhnert (* 4. März 1932 in Berlin; † 16. September 2024) war ein deutscher Pianist und Komponist.

## Leben
Kuhnert studierte von 1950 bis 1956 Komposition bei Heinz Tiessen und Klavier bei Hans-Erich Riebensahm an der Hochschule für Musik Berlin sowie Klavier bei Yvonne Lefébure in Paris. Bis 1970 war er als Pianist und Komponist Mitglied der Gruppe Neue Musik Berlin. Danach wurde er Professor an der Hochschule der Künste (heute: Universität der Künste) Berlin.
Im Jahre 1958 erhielt er den 2. Preis des Kranichsteiner Musikpreises (Klavier).